# Highlight (Band)
Highlight (Kor. 하이라이트) ist eine südkoreanische Boygroup der dritten K-Pop-Generation. Bis 2016 war sie als Beast (kor. 비스트) oder B2ST bekannt und gehörte zur zweiten K-Pop-Generation. Der ursprüngliche Bandname B2ST war ein Akronym für „Boys 2 Search for Top“, doch er wurde auf BEAST für „Boys of East Asia Standing Tall“ geändert.

## Geschichte
Die Gruppe wurde 2009 unter dem Management von Cube Entertainment gegründet. Ihr erstes Mini-Album Beast Is the B2ST erschien am 14. Oktober 2009. Im Februar 2012 gaben sie ihr erstes Deutschland-Konzert in Berlin.
Am 19. April 2016 gab Cube Entertainment bekannt, dass Jang Hyun-seung die Band aus persönlichen Gründen verlassen werde.
Am 15. Dezember 2016 gab Beast bekannt, dass sie nicht länger unter dem Management von Cube Entertainment stehen und ihr eigenes Management (Around us Entertainment) gegründet haben. Seit dem 24. Februar 2017 ist die Gruppe unter dem Namen Highlight bekannt. Der Name basiert auf dem Titel des letzten Albums als Beast ohne Jang Hyun-seung.
Highlight besteht derzeit aus vier Mitgliedern: Yoon Doo-joon, Yang Yo-seob, Son Dong-woon und Lee Gi-kwang.
Yong Jun-hyung verließ Highlight, um seine Fans und Band-Mitglieder nicht zu belasten, nachdem bekannt wurde, dass er im Burning Sun Skandal involviert war.

## Diskografie

### Studioalben
| Jahr | Titel                     | Höchstplatzierung, Gesamtwochen, AuszeichnungChartplatzierungen (Jahr, Titel, Platzierungen, Wochen, Auszeichnungen, Anmerkungen) | Höchstplatzierung, Gesamtwochen, AuszeichnungChartplatzierungen (Jahr, Titel, Platzierungen, Wochen, Auszeichnungen, Anmerkungen) | Anmerkungen                           |
| Jahr | Titel                     | KR | JP | Anmerkungen                           |
| ---- | ------------------------- | --- | --- | ------------------------------------- |
| 2011 | Fiction and Fact          | KR1 (43 Wo.)KR | — | Erstveröffentlichung: 17. Mai 2011    |
| 2011 | So Beast                  | — | JP3 (14 Wo.)JP | Erstveröffentlichung: 10. August 2011 |
| 2013 | Hard to Love, How to Love | KR1 (33 Wo.)KR | JP18 (11 Wo.)JP | Erstveröffentlichung: 19. Juli 2013   |
| 2016 | Guess Who?                | — | JP2 (2 Wo.)JP | Erstveröffentlichung: 9. März 2016    |
| 2016 | Highlight                 | KR1 (7 Wo.)KR | — | Erstveröffentlichung: 4. Juli 2016    |
| 2022 | Daydream                  | KR4 (5 Wo.)KR | — | Erstveröffentlichung: 21. März 2022   |

### Kompilationen
| Jahr | Titel                         | Höchstplatzierung, Gesamtwochen, AuszeichnungChartplatzierungen (Jahr, Titel, Platzierungen, Wochen, Auszeichnungen, Anmerkungen) | Höchstplatzierung, Gesamtwochen, AuszeichnungChartplatzierungen (Jahr, Titel, Platzierungen, Wochen, Auszeichnungen, Anmerkungen) | Anmerkungen                              |
| Jahr | Titel                         | KR | JP | Anmerkungen                              |
| ---- | ----------------------------- | --- | --- | ---------------------------------------- |
| 2010 | Beast – Japan Premium Edition | — | JP13 (7 Wo.)JP | Erstveröffentlichung: 24. November 2010  |
| 2014 | Beast Works 2009–2013         | — | JP33 (2 Wo.)JP | Erstveröffentlichung: 2. April 2014      |
| 2014 | Beast Japan Best              | — | JP25 (4 Wo.)JP | Erstveröffentlichung: 17. September 2014 |

### EPs
| Jahr | Titel                | Höchstplatzierung, Gesamtwochen, AuszeichnungChartplatzierungen (Jahr, Titel, Platzierungen, Wochen, Auszeichnungen, Anmerkungen) | Höchstplatzierung, Gesamtwochen, AuszeichnungChartplatzierungen (Jahr, Titel, Platzierungen, Wochen, Auszeichnungen, Anmerkungen) | Anmerkungen                                                       |
| Jahr | Titel                | KR | JP | Anmerkungen                                                       |
| ---- | -------------------- | --- | --- | ----------------------------------------------------------------- |
| 2009 | Beast Is the B2ST    | KR7 (52 Wo.)KR | — | Erstveröffentlichung: 14. Oktober 2009 Chartplatzierungen ab 2010 |
| 2010 | Shock of the New Era | KR2 (41 Wo.)KR | — | Erstveröffentlichung: 1. März 2010                                |
| 2010 | Mastermind           | KR2 (12 Wo.)KR | — | Erstveröffentlichung: 28. September 2010                          |
| 2010 | Lights Go On Again   | KR1 (7 Wo.)KR | — | Erstveröffentlichung: 9. November 2010                            |
| 2010 | My Story             | — | — | Erstveröffentlichung: 21. Dezember 2010                           |
| 2012 | Midnight Sun         | KR1 (38 Wo.)KR | JP13 (14 Wo.)JP | Erstveröffentlichung: 22. Juli 2012                               |
| 2014 | Good Luck            | KR1 (36 Wo.)KR | JP43 (6 Wo.)JP | Erstveröffentlichung: 16. Juni 2014                               |
| 2014 | Time                 | KR1 (22 Wo.)KR | JP39 (5 Wo.)JP | Erstveröffentlichung: 20. Oktober 2014                            |
| 2015 | Ordinary             | KR1 (14 Wo.)KR | JP40 (5 Wo.)JP | Erstveröffentlichung: 27. Juli 2015                               |
| 2017 | Can You Feel It?     | KR1 (7 Wo.)KR | — | Erstveröffentlichung: 20. März 2017                               |
| 2017 | Calling You          | KR2 (9 Wo.)KR | — | Erstveröffentlichung: 29. Mai 2017                                |
| 2017 | Celebrate            | KR2 (4 Wo.)KR | — | Erstveröffentlichung: 16. Oktober 2017                            |
| 2018 | Outro                | KR4 (4 Wo.)KR | — | Erstveröffentlichung: 20. November 2018                           |
| 2021 | The Blowing          | KR2 (5 Wo.)KR | — | Erstveröffentlichung: 3. Mai 2021                                 |
| 2022 | After Sunset         | KR2 (4 Wo.)KR | — | Erstveröffentlichung: 7. November 2022                            |
| 2024 | Switch On            | KR3 (4 Wo.)KR | — | Erstveröffentlichung: 11. März 2024                               |

grau schraffiert: keine Chartdaten aus diesem Jahr verfügbar

### Singles
| Jahr                   | Titel Album                                                                                            | Höchstplatzierung, Gesamtwochen, AuszeichnungChartplatzierungen (Jahr, Titel, Album, Platzierungen, Wochen, Auszeichnungen, Anmerkungen) | Höchstplatzierung, Gesamtwochen, AuszeichnungChartplatzierungen (Jahr, Titel, Album, Platzierungen, Wochen, Auszeichnungen, Anmerkungen) | Anmerkungen                                           |
| Jahr                   | Titel Album                                                                                            | KR | JP | Anmerkungen                                           |
| ---------------------- | --- | --- | --- | ----------------------------------------------------- |
| Südkoreanische Singles | | | |                                                       |
|                        | | | |                                                       |
| 2009                   | Bad Girl Beast Is the B2ST                                                                             | — | — | Erstveröffentlichung: 2009                            |
| 2009                   | Mystery Beast Is the B2ST                                                                              | KR22 (12 Wo.)KR | — | Erstveröffentlichung: 2009 Chartplatzierungen ab 2010 |
| 2010                   | Shock Shock of the New Era                                                                             | KR3 (17 Wo.)KR | — | Erstveröffentlichung: 2010                            |
| 2010                   | Breath (숨) Beast Is the B2ST                                                                          | KR4 (13 Wo.)KR | — | Erstveröffentlichung: 2010                            |
| 2010                   | Beautiful Lights Go On Again                                                                           | KR6 (13 Wo.)KR | — | Erstveröffentlichung: 2010                            |
| 2011                   | On Rainy Days (비가 오는 날엔) Fiction and Fact                                                        | KR3 (18 Wo.)KR | — | Erstveröffentlichung: 2011                            |
| 2011                   | Fiction Fiction and Fact                                                                               | KR5 (14 Wo.)KR | — | Erstveröffentlichung: 2011                            |
| 2012                   | I Knew It (이럴 줄 알았어) Midnight Sun                                                                | KR1 (11 Wo.)KR | — | Erstveröffentlichung: 17. Oktober 2012                |
| 2012                   | Midnight (별 헤는 밤) Midnight Sun                                                                     | KR2 (12 Wo.)KR | — | Erstveröffentlichung: 2012                            |
| 2012                   | Beautiful Night (아름다운 밤이야) Midnight Sun                                                         | KR3 (12 Wo.)KR | — | Erstveröffentlichung: 2012                            |
| 2013                   | Will You Be Alright? (괜찮겠니) Hard to Love, How to Love                                              | KR1 (9 Wo.)KR | — | Erstveröffentlichung: 2013                            |
| 2013                   | I’m Sorry Hard to Love, How to Love                                                                    | KR4 (4 Wo.)KR | — | Erstveröffentlichung: 2013                            |
| 2013                   | Shadow (그림자) Hard to Love, How to Love                                                              | KR2 (12 Wo.)KR | — | Erstveröffentlichung: 2013                            |
| 2014                   | No More (이젠 아니야) Good Luck                                                                        | KR1 (8 Wo.)KR | — | Erstveröffentlichung: 2014                            |
| 2014                   | Good Luck                                                                                              | KR1 (14 Wo.)KR | — | Erstveröffentlichung: 2014                            |
| 2014                   | 12:30 (12시 30분) Time                                                                                 | KR2 (23 Wo.)KR | — | Erstveröffentlichung: 2014                            |
| 2015                   | Gotta Go to Work (일하러 가야 돼) Ordinary                                                             | KR4 (8 Wo.)KR | — | Erstveröffentlichung: 2015                            |
| 2015                   | YeY (예이) Ordinary                                                                                    | KR3 (7 Wo.)KR | — | Erstveröffentlichung: 2015                            |
| 2016                   | Butterfly Highlight                                                                                    | KR8 (6 Wo.)KR | — | Erstveröffentlichung: 2016                            |
| 2016                   | Ribbon (리본) Highlight                                                                                | KR4 (13 Wo.)KR | — | Erstveröffentlichung: 2016                            |
| 2017                   | It’s Still Beautiful (아름답다) Can You Feel It?                                                       | KR6 (6 Wo.)KR | — | Erstveröffentlichung: 2017                            |
| 2017                   | Plz Don’t Be Sad (얼굴 찌푸리지 말아요) Can You Feel It?                                               | KR1 (18 Wo.)KR | — | Erstveröffentlichung: 2017                            |
| 2017                   | Calling You                                                                                            | KR3 (9 Wo.)KR | — | Erstveröffentlichung: 2017                            |
| 2017                   | Can Be Better (어쩔 수 없지 뭐) Celebrate                                                              | KR5 (6 Wo.)KR | — | Erstveröffentlichung: 2017                            |
| 2018                   | Take Care (잘 지내줘) Outro                                                                            | KR17 (3 Wo.)KR | — | Erstveröffentlichung: 2018                            |
| 2018                   | Loved (사랑했나봐) Outro                                                                               | KR52 (1 Wo.)KR | — | Erstveröffentlichung: 2018                            |
| 2021                   | Not the End (불어온다) The Blowing                                                                     | KR18 (3 Wo.)KR | — | Erstveröffentlichung: 2021                            |
| 2022                   | Daydream                                                                                               | KR22 (6 Wo.)KR | — | Erstveröffentlichung: 2022                            |
| 2022                   | Alone After Sunset                                                                                     | KR38 (1 Wo.)KR | — | Erstveröffentlichung: 2022                            |
| 2024                   | Body Switch On                                                                                         | KR89 (1 Wo.)KR | — | Erstveröffentlichung: 2024                            |
| Japanische Singles     | | | |                                                       |
|                        | | | |                                                       |
| 2011                   | Shock So Beast                                                                                         | — | JP2 (19 Wo.)JP | Erstveröffentlichung: 16. März 2011                   |
| 2011                   | Bad Girl So Beast                                                                                      | — | JP3 (12 Wo.)JP | Erstveröffentlichung: 15. Juni 2011                   |
| 2012                   | Midnight (Hoshi wo Kazoeru Yoru) Beast Japan Best                                                      | — | JP6 (5 Wo.)JP | Erstveröffentlichung: 17. Oktober 2012                |
| 2013                   | Sad Movie / Kurisumasu Kyaroru no Koro ni wa (Sad Movie / クリスマスキャロルの頃には) Beast Japan Best | — | JP10 (5 Wo.)JP | Erstveröffentlichung: 18. Dezember 2013               |
| 2014                   | Adrenaline Beast Japan Best                                                                            | — | JP5 (4 Wo.)JP | Erstveröffentlichung: 28. Mai 2014                    |
| 2014                   | Kimi wa Dou? (キミはどう?) –                                                                           | — | JP5 (5 Wo.)JP | Erstveröffentlichung: 14. November 2014               |
| 2015                   | Can’t Wait to Love You Guess Who?                                                                      | — | JP10 (3 Wo.)JP | Erstveröffentlichung: 29. Mai 2015                    |
| 2015                   | Last Word (最後の一言) Guess Who?                                                                      | — | JP4 (2 Wo.)JP | Erstveröffentlichung: 27. November 2015               |
| 2016                   | Whole Lotta Lovin Day/Night                                                                            | — | JP6 (2 Wo.)JP | Erstveröffentlichung: 20. Juli 2016                   |
| 2016                   | Freaking Cute Day/Night                                                                                | — | JP7 (2 Wo.)JP | Erstveröffentlichung: 20. Juli 2016                   |

grau schraffiert: keine Chartdaten aus diesem Jahr verfügbar